# Lursakdi Sampatisiri
Lursakdi Sampatisiri, född 1919, död 2010, var en thailändsk politiker.
Hon var transportminister 1976-77. 
Hon var sitt lands första kvinnliga minister.  